# Kleine scheefhoren
De kleine scheefhoren (Lacuna parva) is een slakkensoort uit de familie van de Littorinidae. De wetenschappelijke naam van de soort werd in 1778, als Cochlea parva, voor het eerst geldig gepubliceerd door Emanuel Mendez da Costa.

## Beschrijving
De kleine scheefhoren is een mariene huisjesslak met een klein, bolvormig huisje, tot 4 bij 4 mm groot. De schelp heeft drie snel groeiende windingen; hechtingen diep. De laatste winding beslaat het grootste deel van de torenspits. De kleur van de schelp is roodbruin of hoornkleurig, vaak met rode banden op de laatste winding en een lila tint aan de top. Het oppervlak is ogenschijnlijk glad maar heeft delicate versieringen van fijne spiraalvormige strepen en groeilijnen. Bij de mannelijke exemplaren is de opening afgerond; vrouwelijke meer ovaal, met basale verwijding of tuit. Navel zoals bij scheefhoren (L. vincta); navelstrenggroef met longitudinale ribbels.

## Verspreiding en leefgebied
De verspreiding van deze soort is vergelijkbaar met die van de (gewone) scheefhoren, maar strekt zich verder zuidwaarts uit tot aan de Spaanse kust (Distr. L. parva). Het leeft op zeewier, lagere oever; soms hoger, waar het kan voorkomen op blaaswier (Fucus vesiculosus). Het komt sublitoraal voor tot 40 meter diep.